# Chuck D
Chuck D, pseudonimo di Carlton Douglas Ridenhour (Roosevelt, 1º agosto 1960), è un rapper, attivista e produttore discografico statunitense. Ha contribuito alla formazione di una coscienza sui temi politici e sociali nella musica rap alla fine degli anni ottanta, come guida del gruppo dei Public Enemy.
È considerato dalla netta maggioranza degli appassionati del genere e non, uno dei personaggi più carismatici e influenti della storia del rap e figura chiave dell'Hip Hop anni 80 e 90. Secondo la lista di about.com è il quindicesimo Archiviato il 23 novembre 2016 in Internet Archive. MC più importante di sempre. La rivista The Source l'ha invece inserito alla posizione numero 12.

## Biografia

### Giovinezza
Ridenhour è nato a Roosevelt, nell'isola di Long Island, a New York. Dopo il diploma alla Roosevelt Junior-Senior High School, si iscrisse alla Adelphi University a Long Island per studiare grafica.

### Carriera

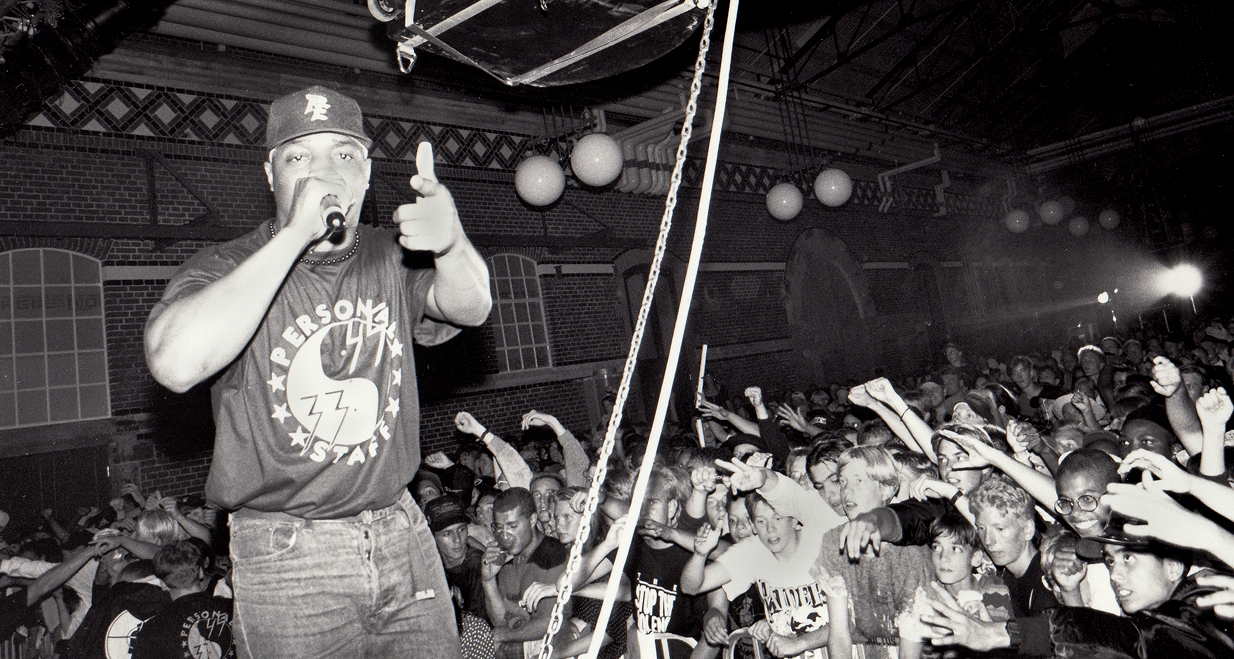
Chuck D in concerto con i Public Enemy nel 1991

Il demo Public Enemy Number One suscitò l'interesse dell'importante produttore Rick Rubin, che insistette per mettere i Public Enemy sotto contratto con la sua etichetta, la Def Jam.
I PE pubblicarono gli album Yo! Bum Rush the Show (1987), It Takes a Nation of Millions to Hold Us Back (1988), Fear of a Black Planet (1990), Apocalypse 91...The Enemy Strikes Black (1991), Greatest Misses (1992) e Muse Sick-n-Hour Mess Age (1994). Composero inoltre l'intera colonna sonora del film He Got Game, di Spike Lee, nel 1998. Ridenhour ha preso anche parte, come Chuck D, a diversi episodi della serie di documentari The Blues per la televisione PBS. È apparso come ospite in molti pezzi e album di altri artisti, tra cui Janet Jackson, Kool Moe Dee, The Dope Poet Society, Run-DMC e Ice Cube. Compare nel pezzo Kool Thing, del 1990, del gruppo noise rock Sonic Youth. Nel 1993 fu il produttore esecutivo di Got 'Em Running Scared, un album del gruppo Chief Groovy Loo and the Chosen Tribe, uscito per l'etichetta Ichiban Records.

### Attività recenti

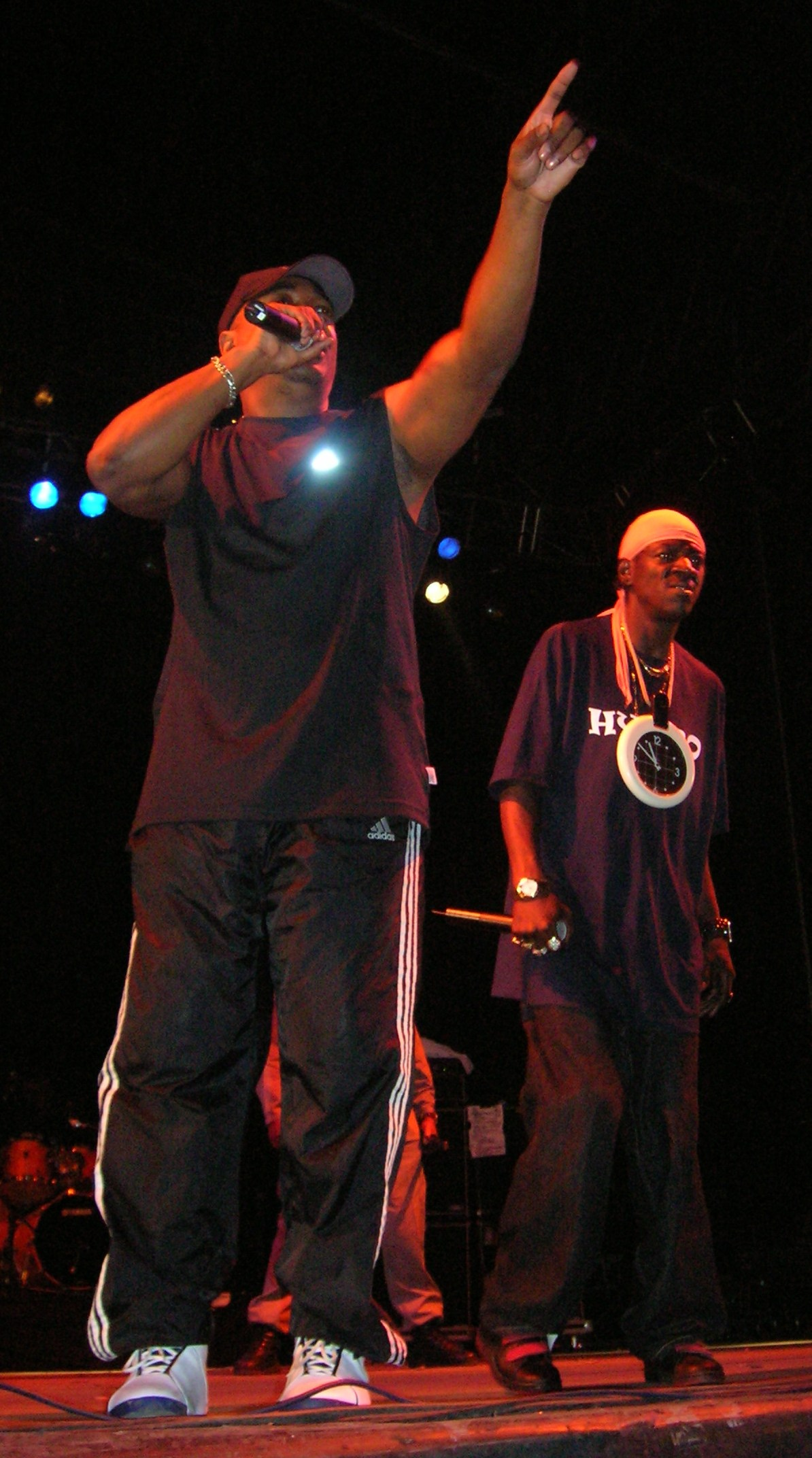
Chuck D e Flavor Flav mentre si esibiscono a Bilbao, l'8 ottobre 2006

Nel 1996 Ridenhour ha pubblicato Autobiography of Mistachuck, per la Mercury Records. Nel novembre 1998 giunse ad un accordo extra-giudiziale con gli eredi di Christopher "The Notorious B.I.G." Wallace riguardo al campionamento da questi compiuto della voce di Ridenhour e inserito nel pezzo Ten Crack Commandments. Il campionamento è costituito da Ridenhour che conta i numeri da uno a nove nel pezzo Shut 'Em Down.
Nel settembre 1999 ha lanciato il sito web multimediale Rapstation.com. Il sito ospita una vasta comunità hip hop di tutto il mondo, ha una TV e una stazione radio con una propria programmazione, molti dei più famosi DJ hip hop, interviste a persone famose, file MP3 scaricabili gratuitamente (il primo fu fornito dal celebre rapper Coolio), commenti su temi sociali, attualità e regolari suggerimenti su come trasformare una carriera da rapper in un sostenibile modo di vita. A partire dal 2000, Ridenhour è stato uno dei più aperti sostenitori del file sharing musicale all'interno dell'industria della musica.
Ha prestato la sua voce a Grand Theft Auto: San Andreas impersonando DJ Forth Right MC della radio Playback FM. È presente nel pezzo Shock and Awe di DJ Z-Trip, contenuto nell'album Shifting Gears; del pezzo fu anche pubblicata una versione EP, con una copertina disegnata da Shepard Fairey. Recentemente ha scritto un capitolo per il libro Sound Unbound: Sampling Digital Music and Culture (MIT Press, 2008) curato da Paul D. Miller, alias DJ Spooky. Ha contribuito al pezzo Flashlight Fight dei The Go! Team, nell'album Proof of Youth.
Nel 2009 Ridenhour ha scritto la prefazione al libro The Love Ethic: The Reason Why You Can't Find and Keep Beautiful Black Love ("L'etica dell'amore: la ragione per cui non riesci a trovare e a tenere un bell'amore nero") di Kamau e Akilah Butler.
Il 1º agosto 2014 ha pubblicato il secondo album solista intitolato The Black In Man per la Spitdigital Records.

## Politica

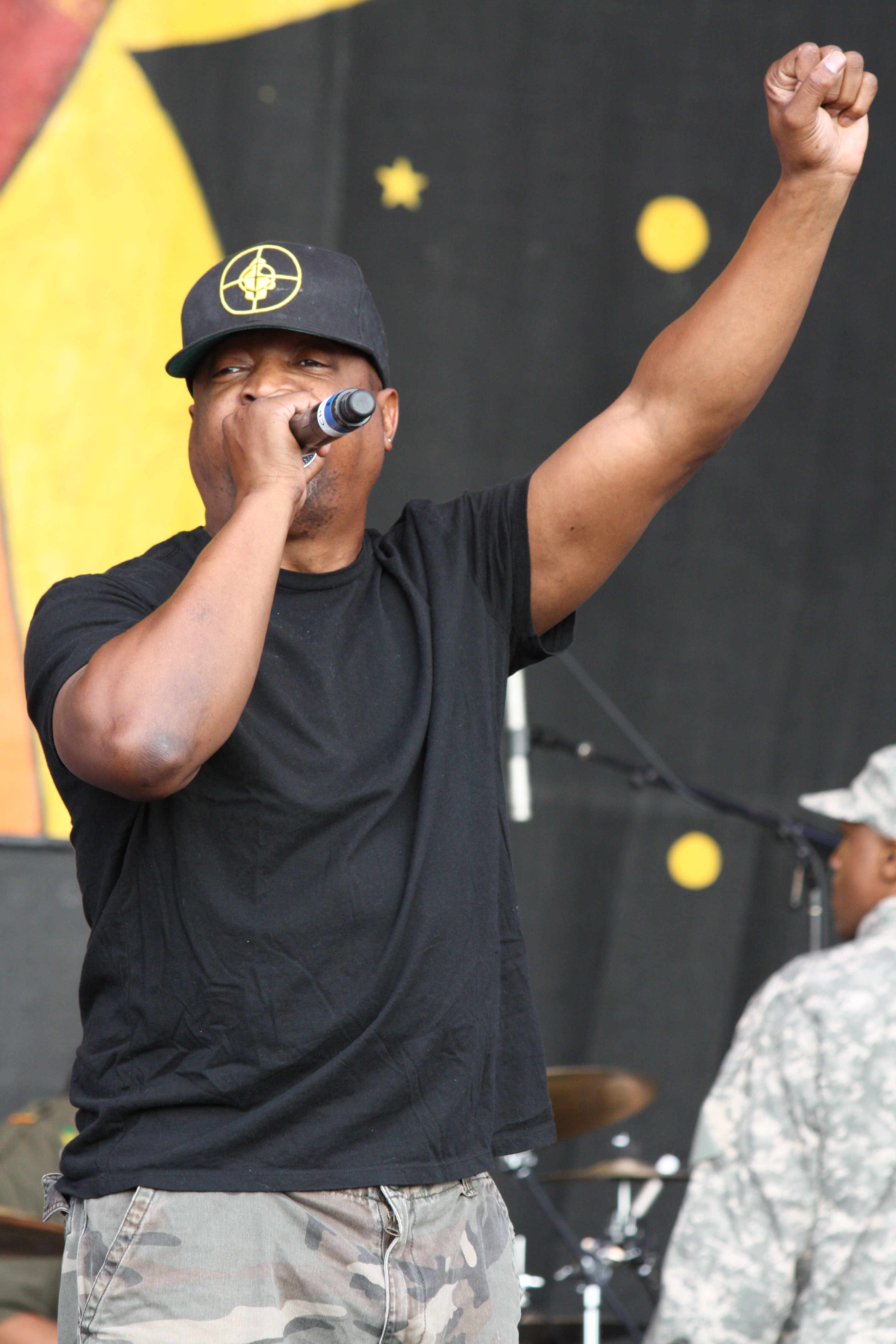
Chuck D al New Orleans Jazz Fest nel 2014

Ridenhour è politicamente estremamente attivo; ha condotto Unfiltered su Air America Radio, ha perorato la causa del file sharing peer-to-peer davanti al Congresso degli Stati Uniti e ha partecipato a un'assemblea generale di rap politico nel 2004. Continua a essere un attivista, editore, produttore e conferenziere. Riferendosi alle opinioni negative riguardo alla musica rap, scrisse il saggio Fight the Power: Rap, Race, and Reality (Combatti il potere: Rap, Razza e Realtà), insieme a Yusuf Jah. Sostiene che "la musica e l'arte e la cultura sono una forma di estraniamento, e l'estraniamento è a volte salutare per le persone, tirandole fuori dalla realtà", ma a volte la distinzione è sfumata ed è quando "le cose potrebbero dare una direzione a una giovane mente". Ha anche fondato la compagnia discografica Slam Jamz e ha prestato la voce del commento nel cortometreggio di Kareem Adouard Bling: Consequences and Repercussions, che esamina il ruolo dei diamanti insanguinati nella moda dei gioielli vistosi (bling-bling).
In un'intervista concessa al quotidiano francese Le Monde il 29 gennaio 2008, Chuck D affermò che il rap si sta trasformando così tanto in un'attività commerciale che la relazione tra il rapper e l'etichetta discografica è quella dello schiavo e del padrone. Vi affermava inoltre che per gli afroamericani niente è cambiato dai tempi del debutto dei Public Enemy e, anche se riteneva positiva l'alleanza tra Obama e Clinton, non credeva che l'establishment avrebbe permesso di realizzare nulla di sostanziale. Sostenne inoltre che il presidente francese Sarkozy è come ogni altro esponente dell'élite europea: ha tratto profitto dai crimini di massa (omicidio, stupro, rapina, secondo le sue parole) contro i meno fortunati e ora si rifiuta di accordare uguali opportunità a quegli uomini e quelle donne che arrivano dall'Africa. Nell'intervista spendeva anche qualche parola in difesa di Professor Griff, un cui commento era stato estrapolato dal contesto in modo scorretto da parte dei mezzi di informazione. Chuck D affermò comunque che il credo dei Public Enemy è che tutti gli esseri umani siano uguali.
In un'intervista al periodico N'Digo, pubblicata nel giugno 2008, ha parlato della tendenza della musica hip hop all'esaltazione di materialismo e sessismo, cosa che forse è la causa principale per cui molti sono giunti a detestare questo genere di musica e a predirne la fine. Ha comunque espresso speranze per una risurrezione della musica hip hop, dicendo "Sarà morta solo se conterrà meno messaggi di vita rispetto ai messaggi di morte e di stasi creativa", citando NYOil, M.I.A. e The Roots come artisti socialmente impegnati che continuano creativamente. "Molti là fuori lo fanno, sul Web e ovunque. Semplicemente non mettono le loro carriere nelle mani di una major discografica".
Di recente Chuck D ha dedicato il suo impegno a Let Freedom Sing: The Music of the Civil Rights, una serie di 3 CD edita da Time Life. Ha scritto l'introduzione al libretto del CD e ha esposto il significato di questi dischi in incontri nelle scuole superiori di tutti gli Stati Uniti. È anche coinvolto nel film collegato a questo progetto, chiamato Let Freedom Sing: The Music That Inspired the Civil Rights Movement.

## Apparizioni in televisione e in documentari
- Compare in un episodio di Johnny Bravo.
- È stato invitato come opinionista nella trasmissione della BBC Newsnight il 20 gennaio 2009, seguendo la cerimonia di investitura di Barack Obama.[7]
- È la voce narrante nel documentario Quilombo Country del 2006, di Leonard Abrams.
- Ha un ruolo importante in Hip Hop: Beyond Beats and Rhymes, un documentario del 2006 di Byron Hurt.
- Ha un ruolo importante nel film del 2008 The Black Candle di M.K. Asante e con la voce di Maya Angelou.

## Discografia

### Da solista
- 1996: Autobiography of Mistachuck
- 2014: The Black In Man
- 2016: If I Can't Change the People Around Me I Change the People Around Me
- 2018: Celebration of Ignorance

## Doppiatori italiani
- Massimo Corvo in Hollywood brucia